# 羅密歐·蒙泰古

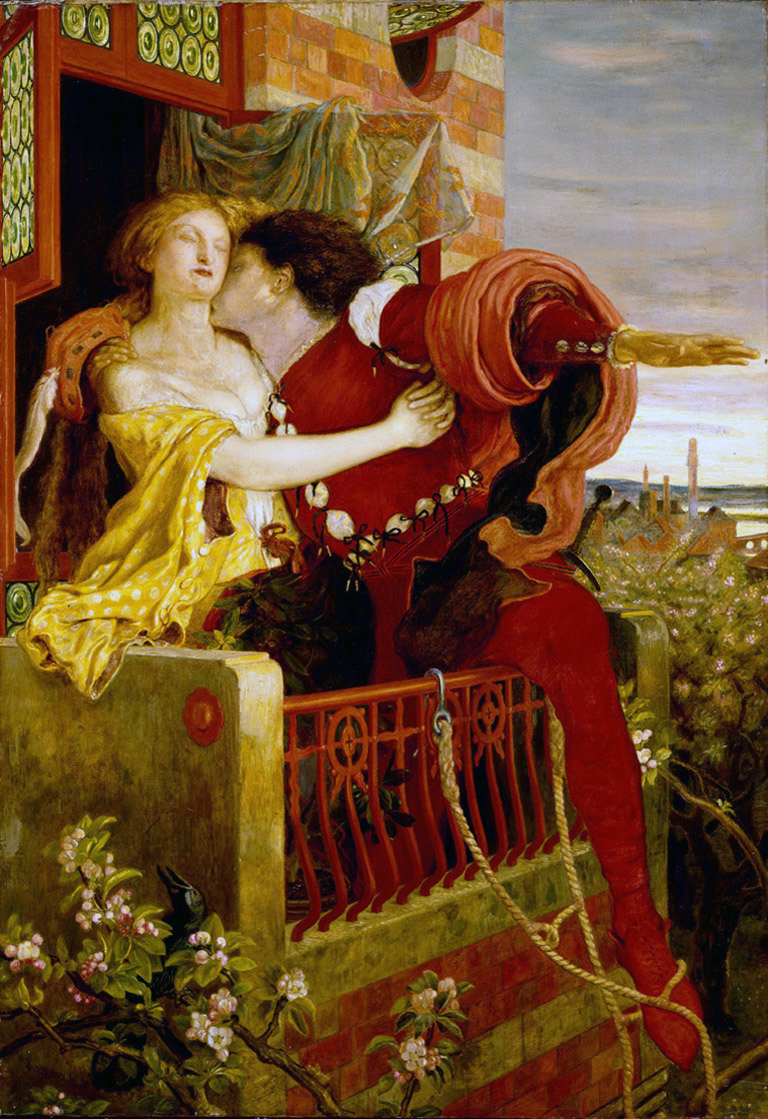
Ford Madox Brown於1870年的畫作羅密歐與茱麗葉，呈現了劇中著名的陽台場景

羅密歐·蒙泰古是莎士比亞所著之劇《羅密歐與茱麗葉》中的男主角，他是蒙泰古家族的繼承人，但是卻愛上了敵對的凱普雷家族女孩－茱麗葉。

## 背景
羅密歐生於著名的貴族世家－蒙泰古家族，擁有私人奴僕供他使喚，他也是個西洋劍高手。他的年齡據信為14至32歲，但是莎士比亞在劇中並未確切的描述。

## 曾擔任此角色的著名演員
- 舞台劇
  - 勞倫斯·奧立佛
  - 提摩西·達頓
  - 西恩·賓
  - 伊恩·麥克連
  - 達米安·薩爾格
  - 柚希禮音
  - 龍真咲
  - 明日海里奧
  - 吳君儀
  - 礼真琴
  - 珠城りょう
  - 城田優
  - 山崎育三郎
  - 古川雄大

- 電影
  - 萊斯利·霍華德
  - Leonard Whiting李奧納‧懷汀
  - 李奧納多·狄卡皮歐
  - 道格拉斯·布斯

- 動畫配音
  - 水島大宙

## 外部連結
- Complete listing of all of Romeo's lines （页面存档备份，存于）